# Kleinscharbe
Die Kleinscharbe (Microcarbo niger, Syn.: Phalacrocorax niger), früher als Mohrenscharbe bezeichnet, ist ein Vogel aus der Familie der Kormorane. Sie ist eine der kleinsten Kormoranarten und ist weiträumig im südasiatischen Raum verbreitet. Die IUCN führt die Kleinscharbe zur Zeit als ungefährdet (least concern).

## Beschreibung

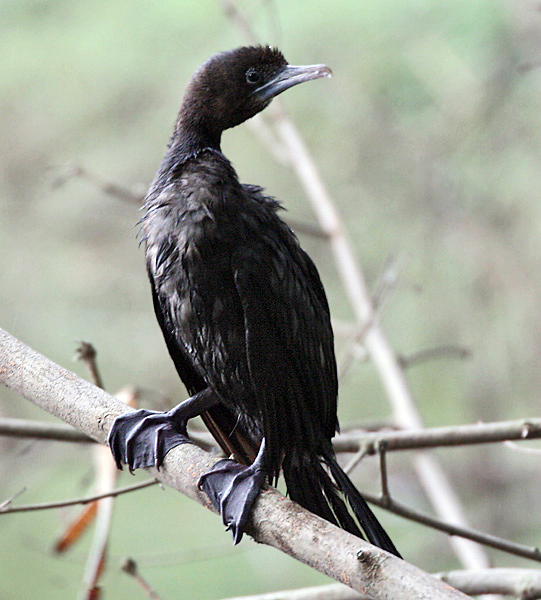
Brutkleid (Vasai, Maharashtra, Indien)

Die Kleinscharbe ist 51–56 cm lang und wiegt 360–525 g. Sie ist damit noch etwas kleiner als die in ähnlichen Gebieten vorkommende Braunwangenscharbe (Phalacrocorax fuscicollis), hat aber eine weniger steile Stirn und einen kürzeren und dickeren Schnabel als diese. Die Flügelspannweite der Kleinscharbe beträgt etwa 90 cm.
Im Brutkleid haben die adulten Vögel ein glitzernd schwarzes Gefieder mit wenigen weißen Federn an Kopf und Halsseite. Die Iris und die federlosen Hautpartien um Schnabel und Auge sind von dunkler Farbe. Bei nichtbrütenden Vögeln und Jungvögeln ist das Gefieder allgemein etwas bräunlicher und auch die federlosen Hautpartien sind etwas heller. An der Kehle ist bei diesen Vögeln ein mehr oder weniger auffälliger weißer Fleck sichtbar.
Der Geschlechtsdimorphismus ist schwach ausgeprägt und feldornithologisch kaum erkennbar. Männchen sind tendenziell etwas größer als Weibchen.
Am westlichen Rand des Verbreitungsgebietes in Pakistan kann als Ausnahmegast auch die sehr ähnliche Zwergscharbe (Microcarbo pygmaeus) auftreten, die schwierig von der Kleinscharbe zu unterscheiden ist.

## Verbreitung
Die Kleinscharbe kommt in geeigneten Habitaten in Indien, Sri Lanka, Bangladesch, Pakistan und dem Tiefland Nepals vor. Ebenso findet man die Vogelart in Myanmar, Thailand, Laos, Kambodscha und Vietnam. Auf den indonesischen Inseln kommt die Art östlich bis Java vor. In den Höhenlagen des Himalaya kommt die Art nicht vor, allerdings wurden Ausnahmegäste in Ladakh und Afghanistan gesichtet. Die Kleinscharbe bewohnt in ihrem Verbreitungsgebiet Feuchtgebiete aller Größe, vom kleinen Dorfteich bis zu größeren Seen, und teilweise auch Flussästuare.

## Lebensweise

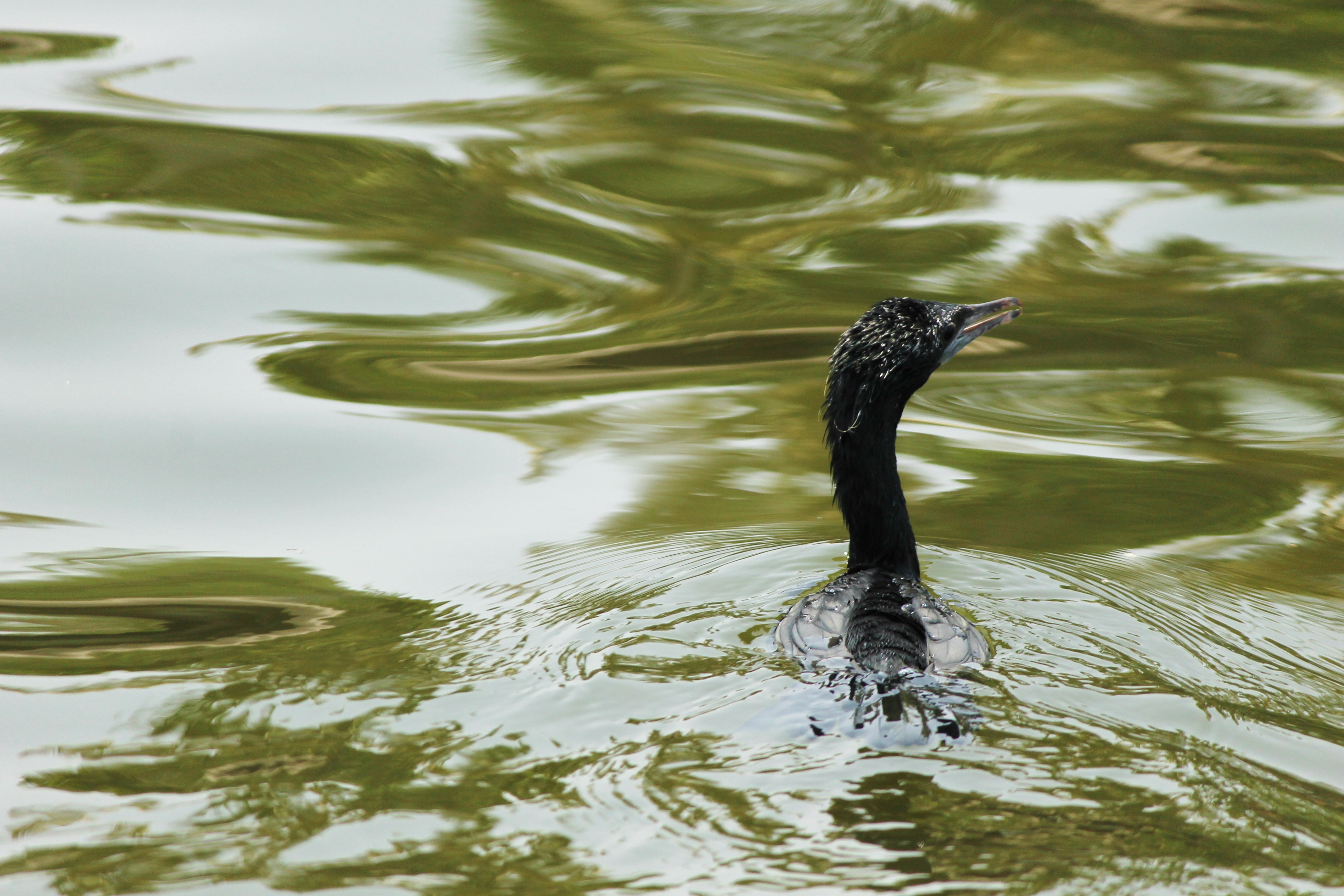
Schwimmende Kleinscharbe (Kerala, Indien)

Kleinscharben sind Fischfresser, die oft in kleineren Gruppen, aber häufig auch allein jagen. Der Vogel schwimmt nach Kormoranart tief im Wasser, so dass nur Hals und Kopf „periskopartig“ aus dem Wasser ragen. Die Beute wird tauchend gemacht und besteht neben Fischen auch aus Amphibien und allerlei Wirbellosen. Beim Tauchen wird der Vortrieb durch die mit Schwimmhäuten versehenen Ruderfüße erzielt. Eine Studie aus Nordindien hat gezeigt, dass die Jagdgewässer vorzugsweise weniger als einen Meter Wassertiefe aufweisen. Die erbeuteten Fische sind oft 2–8 cm lang. Erbeutete Fische werden meist zunächst an die Oberfläche gebracht, um sie dort zu verschlucken. Andere Kormorane, Buntstörche, Reiher oder Möwen schmarotzen dabei relativ häufig die erfolgreichen Fischjäger.

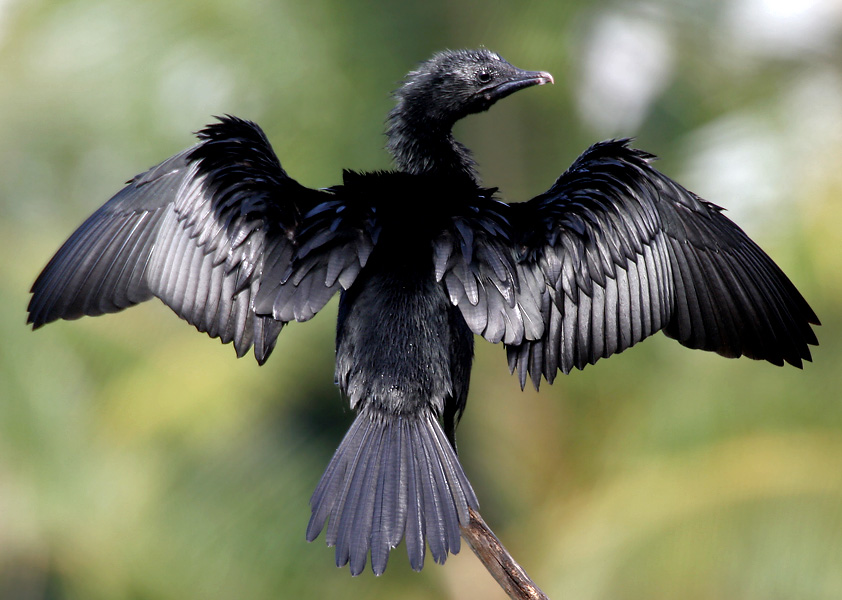
Beim Trocknen des Gefieders (Hyderabad, Indien)

Wie alle Kormorane und auch die nah verwandten Schlangenhalsvögel begeben sich Kleinscharben nach dem Verlassen des Wassers zu einem Ruheplatz, breiten dann stehend ihre Flügel weit aus und verbleiben in dieser Position minutenlang. Dieses familientypische Verhalten wird meist als Flügeltrocknen beschrieben, aber diese Interpretation wurde auch schon angezweifelt. Eine in Sri Lanka vor allem an Kleinscharben durchgeführte Studie hat allerdings gezeigt, dass die Zeit, die mit dem Flügelspreizen verbracht wird, in direktem Verhältnis zur Lufttemperatur und -feuchtigkeit steht. Diese Ergebnisse unterstützen die klassische Hypothese, dass das Flügelspreizen dem Trocknen dient.
Am Schlafplatz sind die Vögel sehr gesellig und teilen sich diesen oft auch mit anderen Wasservögeln.
Die Scharben sind stimmfreudig in Nestnähe und an ihren Schlafplätzen, indem sie tiefe dröhnende Laute von sich geben. Daneben produzieren sie auch grunzende und stöhnende Laute, in etwa ein tiefes ah-ah-ah und kok-kok-kok.

## Fortpflanzung
Die Brutzeit ist von den lokalen Gegebenheiten im tropischen und subtropischen Verbreitungsgebiet abhängig. In Pakistan und Nordindien liegt sie zwischen Juli und September, in Südindien zwischen November und Februar, in Sri Lanka zwischen Dezember und Mai. In Bangladesch brüten die Vögel von Mai bis Oktober.

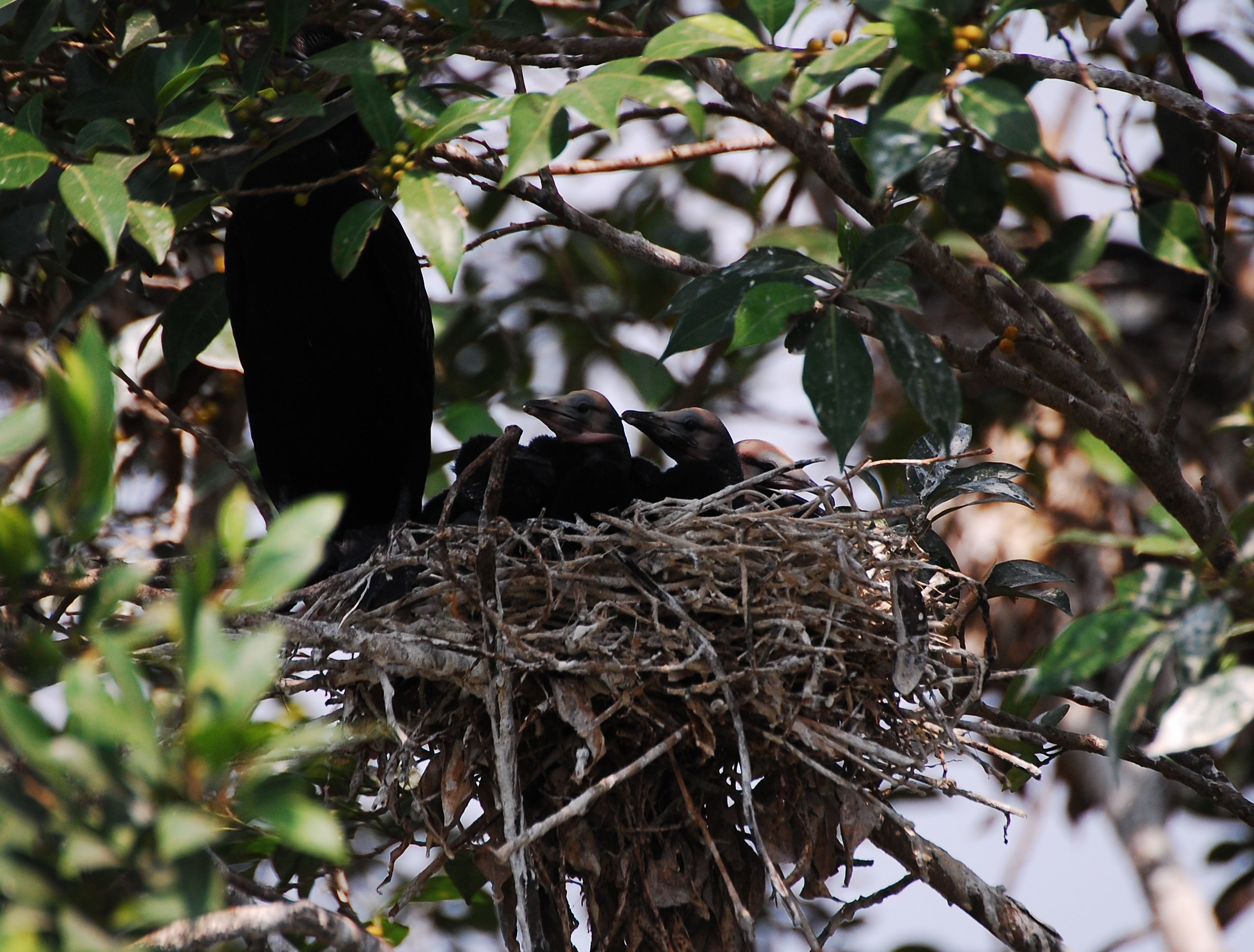
Jungvögel im Nest

Kleinscharben brüten meist in Baumnestern im Wasser oder in Wassernähe. Selten wird auch Nestbau in Schilfzonen beobachtet. Allgemein finden sich die Vögel in größeren Kolonien zusammen, oft auch in Gesellschaft anderer koloniebildender Vogelarten, insbesondere Reihern. Das Nest besteht aus Zweigen und kleineren Stöcken, die einen flachen Teller bilden. Im Verhältnis zur Größe der Vögel ist das Nest recht klein ist; oft wird auch ein altes Reiher- oder Krähennest zum Ausbau genutzt. Beide Elternvögel nehmen am Nestbau teil, der etwa zwei Wochen dauert.
Das Männchen zeigt flatternd einen möglichen Nistplatz an, wobei es den Kopf zurückwirft, sodass der Schnabel nach oben zeigt, und dann den Schnabel wieder senkt. Nach erfolgter Paarung kommt es zur Balzfütterung, bei der das Männchen dem Weibchen Nahrung anbietet.  Die 2–6 länglichen Eier haben eine grünliche Schale, die von einer weißlichen kalkigen Schicht überzogen ist. Im Nest nehmen die Eier schnell eine gelbliche oder bräunliche Farbe an. Die kalkige Schicht bröselt zuweilen ab, so dass die darunter liegende grüne Farbe sichtbar wird. Die Elternvögel beginnen schon bei der ersten Eiablage mit dem Brüten und das Weibchen legt dann etwa alle zwei Tage nach, so dass es nach einer Dauer von 15–21 Tagen zum asynchronen Schlupf kommt. Die Nestlinge unterscheiden sich dadurch deutlich in Alter und Größe. Die Dunenküken haben einen nackten roten Kopf. Nach etwa einem Monat können die Jungvögel das Nest verlassen.

## Systematik
Die Art wurde zuerst von Louis Pierre Vieillot im Jahr 1817 als Hydrocorax niger beschrieben. Der Gattungsname Hydrocorax bedeutet wörtlich „Wasserkrähe“. Später wurde die Art der großen Gattung Phalacrocorax zugeordnet und dort teilweise auch als Unterart der sehr ähnlichen Zwergscharbe geführt. Neuere Systematik stellt sie aber zusammen mit der Zwergscharbe, der Kräuselscharbe, der Riedscharbe und der Kronenscharbe in die Gattung Microcarbo (wörtlich „Kleinstscharben“).
Die Art ist monotypisch, d. h., es werden keine Unterarten unterschieden.